# SDS 940
SDS 940 は、サイエンティフィック・データ・システムズ (SDS) の開発したメインフレーム。SDS 930 の主に集積回路で構築された24ビットCPUをベースとした、タイムシェアリングを直接サポートする設計のマシンである。1966年2月に発表され、4月から出荷された。1960年代の Tymshare 拡大の原動力となった。また、スタンフォード研究所の有名な "oN-Line System" (NLS) はこのマシン上に構築された。
1969年、SDSがゼロックスに買収されると、同社はゼロックス・データ・システムズ (XDS) と改称され、マシンも XDS 940 と改称された。

## 歴史
元となった設計はカリフォルニア大学バークレー校が1964年から1965年に行った Project GENIE の一環として生み出したものである。同プロジェクトでは、SDS 930 にメモリ管理および制御ロジックを追加し、ページング方式の仮想記憶を実現した。その設計は広くコピーされることになった。SDS 940 は Porject GENIE の設計をそのまま製品化したもので、SDSの従来機種との後方互換性も保持している。
当時の多くのシステムと同様、主記憶として磁気コアメモリを使用しており、容量は16から64キロワードである。1ワードは24ビットで、それにパリティビットが1ビット付属する。二次記憶装置は様々なものがあり、GENIEでは磁気ドラムメモリ、SDSでは固定ヘッド型と浮動ヘッド型の磁気ディスク装置を採用していた。入出力としてはさん孔テープパンチ/リーダ、ラインプリンター、リアルタイムクロックなどがある。ブートは、さん孔テープから行う。

## ソフトウェア
Project GENIE で開発されたオペレーティングシステムとして Berkeley Timesharing System がある。1968年8月に発表されたバージョン2.0は "SDS 940 Time-Sharing System" と改称されている。1969年の時点で XDS 940 のソフトウェアシステムは次のもので構成されていた。
- Time-Sharing Monitor - 現在のカーネルに相当する[2]。
- Time-Sharing Executive - 現在のコマンドラインインタフェースに相当する[2]。
- Fortran IV
- BASIC

このソフトウェアシステムを動作させるための最小構成は次の通りである。
- 16Kワードの磁気コアメモリモジュール×2[3]
- 高速アクセス磁気ディスク装置×2（それぞれ4M文字）
- ディスクファイル（67M文字）
- 磁気テープ装置
- 非同期通信（英語版）コントローラ（64台までのテレタイプ端末を接続可能）

XDSのユーザーグループがソフトウェアをライブラリ化しており、文字列処理システム、SYSPOP（system programmed operator、システムサービスへのアクセスを可能にするもの）、CAL（Conversational Algebraic Language、JOSSの方言）、QED（テキストエディタ）、TAP（Time-sharing Assembly Program、アセンブラの一種）、DDT（デバッグツール）などが利用可能だった。

## 主な使用例
バトラー・ランプソンは総販売台数を約60台と見積もっている。最大の顧客は Tymshare で、同社はこの機種を使い1960年代末にはアメリカで最も有名な商用タイムシェアリングサービス会社となった。1972年の時点で Tymshare だけで23システムが稼働していた。サンフランシスコ周辺で活動するカウンターカルチャー団体 Project One が XDS 940 を無料で入手して使っていることが、1972年のローリング・ストーン誌で報じられている。同団体は XDS 940 を使って初期の電子掲示板を提供するコミュニティメモリというプロジェクトを開始した。